# Distretto di Santa Cruz de Toledo
Il distretto di Santa Cruz de Toledo è uno degli otto distretti  della provincia di Contumazá, in Perù. Si trova nella regione di Cajamarca e si estende su una superficie di 64,53 chilometri quadrati.

Istituito il 29 gennaio 1965, ha per capitale la città di Santa Cruz de Toledo; al censimento 2005 contava 1.097 abitanti.